# Zadok the Priest

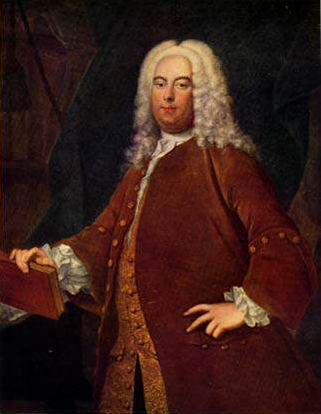
Georg Friedrich Händel.

Zadok the Priest (HWV 258) è un inno d'incoronazione composto da Georg Friedrich Händel (1685-1759) su testo tratto dalla Bibbia di Re Giacomo. È uno dei quattro inni d'incoronazione composti in onore di Giorgio II di Gran Bretagna nel 1727 e da allora viene cantato a ogni incoronazione del Sovrano britannico. Tradizionalmente viene eseguito durante l'unzione del sovrano.

## Testo
Il titolo si riferisce a Zadok, il primo Sommo sacerdote del Tempio di Salomone, che, morto re Davide, unge re il figlio Salomone.
Anche se gran parte dei testi utilizzati durante le incoronazioni derivano da materiale sempre uguale che, tradizionalmente, viene usato da secoli a ogni cerimonia del genere, i testi di tutti e quattro gli inni sono stati raccolti da Händel stesso. Si ritiene che Händel abbia presentato una selezione dalla precedente incoronazione, quella di Giacomo II d'Inghilterra nel 1685. Sebbene il testo derivi dal racconto biblico dell'unzione di Salomone, non si tratta di una citazione esatta ma una parafrasi, probabilmente scritta dal compositore stesso.
Il testo originale dell'inno è il seguente, e si basa sul Primo Libro dei Re, 1, 38-40:
(Testo originale)

## Struttura
Zadok the Priest è composto per coro a sette voci formato da soprani, contralti, tenori (unica voce indivisa), bassi e orchestra (due oboi, due fagotti, tre trombe, timpani, archi e basso continuo). La scrittura corale procede in maniera pressoché sempre omoritmica, e questo conferisce alla pagina un carattere di notevole compattezza e solennità.
L'inno, in re maggiore, è articolato in tre sezioni. Nella prima si ha una lunga introduzione orchestrale, caratterizzata da ricche armonie e dall'impiego costante di un arpeggio ascendente affidato ai violini. Questa introduzione si conclude con l'ingresso del coro, delle trombe e dei timpani. Händel non dà indicazioni sul tempo e specifica solo un "piano" all'inizio e un "forte" all'attacco del coro. La sezione centrale è in tempo 3/4; essa ha un carattere più sciolto ed è caratterizzata da ritmi puntati. L'ultima sezione ritorna al metro iniziale di 4/4, con il God Save the King cantato dal coro al completo e intercalato dagli Amen. Il brano si conclude con una pomposa cadenza barocca sulla parola Alleluia.

## Utilizzi
- L'inno della UEFA Champions League, che viene trasmesso prima dell'inizio di ogni partita della competizione dai play-off fino alla finale, si basa su questa composizione di Händel. È eseguito dal coro dell'Academy of St. Martin in the Fields e dalla Royal Philharmonic Orchestra.
- In ambito reale, l'inno è stato utilizzato il 14 maggio 2004 durante le nozze del principe ereditario Federico di Danimarca con Mary Donaldson, a Copenaghen, come marcia nuziale per l'entrata della sposa. Il 6 maggio 2023 è stato utilizzato per l'unzione di Carlo III, durante la sua cerimonia di incoronazione.
- La musica è utilizzata nei film La pazzia di Re Giorgio, Johnny English e The Young Victoria, Box Office 3D - Il film dei film e nelle serie tv The Crown, trasmessa da Netflix, I Borgia, di Showtime, nell'episodio "C'e' un cadavere in biblioteca" della serie Marple, nonché nell'episodio S5E05 della serie Endeavour, trasmessa dall'inglese ITV.